# Ландо Норис
Ландо Норис (енгл. Lando Norris; Бристол, 13. новембар 1999) британски је возач који се тренутно такмичи у Формули 1 за Макларен, трка се под британском заставом. Освојио је шампионат у МСА Формули 2015. године, а Тојота рејсинг серију, Формула Рено 2.0 и Формула Рено 2.0 Северноевропски куп 2016. Он је те године добио и Макларен аутоспорт БРДЦ награду. Потом је освојио Европско првенство ФИА Формуле 3 2017. године. Био је члан Макларен програма за младе возаче.

## Лични и рани живот
Ландо Норис је рођен у Бристолу. Његов отац Адам Норис је пензионисани управник, један од најбогатијих људи у Бристолу и 501. најбогатији у земљи. Његова мајка је из белгијске регије Фландрија. Он је други најстарији поред троје браће и сестара, његов старији брат Оливер се такође бавио картингом на такмичарском нивоу. Норис има и британско и белгијско држављанство, и мало говори фламанско холандски.
Норис се образовао у школи Милфилд скул у Самерсету, напустивши школу без полагања ГЦСЕ -а. Студирао је физику и математику код сталног личног тутора. Његова породица се такође преселила у Гластонбери како би му омогућили да постане ванредни ученик и настави своју тркачку каријеру, наводећи Валентина Росија као инспирацију. Норис живи у Вокингу, у непосредној близини Маклареновог седишта.

## Тркачка каријера

### Рана каријера
Након што је у почетку развио интересовање за трке мотоцикала, Норисова пажња се пребацила на четири точка након што је његов отац одвео њега и његовог брата да гледају рунду Супер 1 националног првенства у картингу на његовој локалној стази за картинг. Своју тркачку каријеру започео је са седам година када је освојио прву пол позицију на свом првом националном такмичењу. Године 2013. Норис се такмичио у КФ-јуниор картингу, освојивши ЦИК ФИА европско првенство и Међународни суперкуп, као и ВСК Еуро серију. Следеће године освојио је светско првенство у ЦИК-ФИА КФ са Рики Флин моторспорт, чиме је постао најмлађи светски шампион у картингу.
Године 2014. Норис је дебитовао у тркама аутомобила у јуниорском шампионату Гинети, серији је подржавао британски шампионат туристичких аутомобила. Завршио је на трећем месту у шампионату, победивши у четири трке и освојивши куп новајлија. За 2015. Норис је потписао уговор са Карлин моторспорт за вожњу у новооснованом МСА Формула шампионат (сада познатом као Ф4 британија шампионат). Норис је уписао осам победа, десет пол позиција, четрнаест подијума и тиме је освојио првенство испред Рикија Коларда и Колтона Херте. Такође је повремено наступао у АДАЦ -у и шампионатима Италије у Формули 4 са Муке моторспорт -ом, где је освојио шест подијума у осам стартова.
У јануару 2016. Норис је отпутовао на Нови Зеланд како би се такмичио у Тојота рејсинг серији са тимом М2 Компетишн. Возио је шест трка, укључујући Велику награду Новог Зеланда и освојио првенство испред Џехана Дарувале. Норис се затим вратио у Европу да се такмичи у категорији Формуле Рено 2.0 за Џозефом Кауфманн рејсинг, такмичећи се и у Еврокупу и у купу северне Европе. Победио је у обе серије, узевши укупно једанаест победа у трци и забележио десет узастопних пол позиција. У исто време, Норис је започео хонорарну кампању на БРДЦ британском шампионату Формуле 3 и освојио четири победе у једанаест трка. У октобру је гостовао у посљедњој рунди европског првенства Формуле 3 на Хокехајмрингу у оквиру припрема за Велику награду Макаа у новембру. Норис је заузео девето место у квалификацијама у Макау, али је елиминисан из квалификационе трке након што се сударио у првом кругу. У главној трци напредовао је са 27. на 11. место.
Норис је за Карлин возио пуно европском првенству у Формули 3 2017. године, и имао је конкуренцију у виду Џоела Ериксона, Максимилијан Гинтера и Калума Илота за титулу шампиона. Норис је завршио на постољу у двадесет од тридесет трка, укључујући девет победа, и забележио је осам пол позиција. Освојио је титулу са преостале две трке, чиме је обележио своју пету шампионску титулу у четири године. У новембру је Норис други пут наступио на Великој награди Макаа. Био је други у квалификацијама, али је пао на седмо место у квалификационој трци. Имао је користи од несреће између лидера у последњем кругу да заврши Велику награду као други иза Дена Тиктума. Следећег викенда Норис је дебитовао у ФИА Формули 2 са Кампос пејсинг-ом, заменивши Ралфа Бошунга у последњој рунди на стази Јас Марина.
Норис се такмичио у ФИА Формула 2 шампионату, заједно са Серхио Сете Камаром у Карлину. Норис је победио на првој трци у Бахреину са пол позиције, међутим ово му је остала једина победа на трци у сезони. Он је остваривао доследне бодове и завршавао на подијуму да би задржао вођство шампионата до шесте трке на Ред Бул рингу, када га је Џорџ Расел престигао на табели. Норис се повукао из обе трке у једанаестој рунди на Сочи аутодрому, искључивши га из борбе у шампионату и спустивши га на треће место на табели иза Алекса Албона, иако се вратио на друго место након последње рунде на стази Јас Марина.

### Формула 1
Почетком 2017. Норис је потписан као млади возач у Макларену. Касније те године, Норис је тестирао Макларен на заказаном тесту средином сезоне. Поставио је други најбржи круг другог дана тестирања на Хунгарорингу. Крајем 2017. Норис је постао званично за Макларен као тест и резервни возач за сезону 2018. Норис је учествовао на свом првом званичном тренингу на Великој награди Белгије, забележивши 26 кругова. Норис је током године возио на шест даљих тренинга.

#### Макларен (2019–)

##### 2019
Норис је уговорен да вози за Макларен у светском првенству Формули 1 2019, у партнерству са Карлосом Саинзом. Он се квалификовао као осми на свом дебију у Великој награди Аустралије и завршио трку на дванаестом месту. Он је своје прве бодове у Формули 1 узео освајањем шестог места на Великој награди Бахреина. Велика награда Кине је била прво Норисово одустајање те сезоне, након што је добио оштећење услед судара у првом кругу са Данилом Квјатом, касније се повукао у трци. Следеће одустајање је уследило на Великој награди Шпаније након судара са Лансом Стролом и на Великој награди Канаде када је због кочнице отказала суспензија.
Норис је био на путу да заврши на седмом месту на Великој награди Француске, али је крајем трке имао проблема са хидрауликом и на крају је завршио на деветом месту. Потом је уследило шесто место на Великој награди Аустрије, чиме је постигнут његов најбољи резултат. Био је приморан да стартује са задње позиције на Великој награди Немачке због казни за прекорачење дозвољеног броја делова мотора за сезону. Касније се повукао из трке након нестанка струје. На Великој награди Белгије прошао је пут од једанаестог до петог у раним фазама трке. Он је задржао ову позицију и био је спреман да забележи свој најбољи резултат каријере, али је у последњем кругу доживео нестанак струје и био је једанаести.
Уследила су три узастопна бодовања на Великој награди Италије, Сингапура и Русије. На Великој награди Јапана, Норис је био на петом месту пре него што се Алекс Албон сударио са њим током покушаја претицања, на крају је завршио једанаести. На следећој трци, Великој награди Мексика, неправилно му је постављен точак након пада са седмог места. Провео је скоро два минута у боксу док су његови механичари решили проблем, али је на крају повучен из трке. Сезону је завршио са три узастопна бодовања.
Норис је дебитантску сезону у Формули 1 завршио једанаести у првенству возача са 49 бодова. Колега Саинз освојио је 96 бодова, међутим Норис је надмашио Саинза на једанаест од двадесет и једне трке. Током своје дебитантске године, Норис је потписао вишегодишњи уговор да остане у Маклрену од 2020. до 2022. године.

##### 2020
На отварању сезоне за Велику награду Аустрије, Норис се пласирао на четврто место, али је повишен на треће место након што је добио казну Луис Хамилтон, што је највиша позиција у каријери и највећа за Макларен од Велике награде Аустрије 2016. У завршној фази трке, трећепласираном Хамилтону изречена је казна од пет секунди због изазивања судара са Алексом Албоном. Норис је у последњем кругу поставио најбржи круг трке и завршио 4.8 секунде иза Хамилтона, дозвољавајући Норису да освоји прво постоље у каријери. Тиме је Норис постао трећи најмлађи освајач постоља у историји Формуле 1. На Великој награди Штајерске, Норис се пласирао на шесто место, али је добио казну од три места због претицања под жутим заставама током тренинга. Претекао је три аутомобила у последња два круга трке да би завршио пети, што је описао као "једну од најбољих трка у каријери".
Шест узастопних бодова постигнуто је између Велике награде Велике Британије и Тоскане. Норис је добио штету у првом кругу Велике награде Русије и завршио трку на петнаестом месту. На Великој награди Ајфела повукао се са шестог места због квара на погону. Током Велике награде Португалије, судар са Ланс Строл-ом и пробијање резултирали су освајањем тринаестог места. Након тога, Норис се суочио са критикама због својих опаски да Строл "изгледа да не учи" и његово перципирање умањивања успеха Луиса Хамилтона у већини победа на Великим наградама, описујући то као "ништа му не значи". Након тога, Норис се извинио због својих коментара о Стролу и понудио лично извињење Хамилтону, рекавши да су његови коментари "неопрезни" и да "није" исказао поштовање које бих требао имати према одређеним људима".
На влажној Великој награди Турске Норис је имао оно што је назвао "најгори почетак каријере икада". Он је стартовао са четрнаестог места након казне од пет места због непоштовања жутих застава у квалификацијама, али се опоравио да би завршио на осмом месту и забележио најбржи круг трке. Норис је завршио четврти на Великој награди Бахреина и пети на финалну сезоне током Велике награде Абу Дабија, који је поред бодова које је постигао сувозач Саинз, помогао Макларену у освајању трећег места у првенству конструктора над Рејсинг појнтом. Норис је сезону завршио у првенству возача са 97 бода, осам мање од Саинза.

##### 2021
Норис је остао у Макларену током сезоне 2021, са колегом Данијел Рикардом док је Саинз напустио тим.
Норис се пласирао на седмо место на отварање сезоне у Великој награди Бахреина, а трку је завршио четврти. На следећој трци, Великој награди Емилије Ромање, квалификационо време које би га поставило на треће место на старту је избрисано због прекорачења граница стазе, а трку је започео седми. Норис је био на другом месту пре него што га је претекао Луис Хамилтон три круга пре краја. Завршио је трећи и освојио свој други подијум у Формули 1. На Великој награди Монака, Норис је стартовао пети и имао је користи од неуспеха Шарла Леклера у трци и одустајања Валтерија Ботаса где је освојио још једно постоље. Норису је изречена казна на старту и почео је девети на Великој награди Азербејџана због тога што није ушао у бокс током периода са црвеном заставом у квалификацијама, што је санкција коју је критиковао као "неправедну". Повратио је места у трци и завршио пети, уз помоћ судара и грешака других возача.
Норис је изједначио своју највећу позицију на старту на Великој награди Штајерске, почевши трећи након што је Ботасу добио казну. Трећу узастопну трку завршио је на петом месту. Он је квалификациону позицију побољшао на Великој награди Аустрије следећег викенда, почевши са другог места након што је поставио време 0.048 секунди иза најбржег Макса Версатапена. Норис је током трке добио казну након што је избацио Серхиа Переза са стазе. Трку је завршио трећи и освојио своје треће постоље у сезони. Он је поставио шесто најбрже време у петак у квалификацијама за Велику награду Британије, пре него што је завршио пети у квалификацијама за спринт новог формата и четврти на Великој награди. Овај резултат га је довео до трећег места у првенству возача.
Норис се квалификовао на шесто место за Велику награду Мађарске. У првој кривини је напредовао до трећег места, али га је са леђа ударио Ботас, због чега се сударио са Верстапеном. Норис се повукао из трке два круга касније због великих оштећења. На Великој награди Италије, Норис је завршио четврти у квалификацијама за спринт, касније је био трећи на старту за трку пошто је Ботас добио казну због мотора. Норис је завршио другу трку иза сувозача Рикарда, постигавши своје четврто постоље у сезони и обезбедивши Макларену први један-два још од Велике награде Канаде 2010. Норис је заузео своју прву пол позицију у Формули 1 у променљивим временским условима у квалификацијама за Велику награду Русије. Изгубио је вођство од Карлоса Саинца у првом кругу пре него што га је вратио у 13. круг. Норис је наставио да води трку испред Луиса Хамилтона, све док киша није почела да пада у завршним круговима. Норис је одлучио да остане на гумама за суво време, док је Хамилтон тражио гуме за променљивео услове. Киша се убрзо погоршала, дозвољавајући Хамилтону да га престигне и примора Нориса да тражи промену гума. Норис је завршио седми, забележивши најбржи круг трке.

##### 2022
У фебруару 2022. Норис је потписао продужетак уговора са Маклареном, чиме ће остати са тимом најмање до 2025. Норис је завршио сва три дана званичног предсезонског тестирања у Бахреину након што је Рикардо био позитиван на ковид-19 и није могао да присуствује.

## Други подухвати
Норис је прикупио 12.000 долара за Фонд солидарног одговора КОВИД-19 као подршку Светској здравственој организацији током догађаја на мрежи Твич. Норис је такође основао тим Квадрант, еспортски тим који се такође фокусира на креирање садржаја и одећу, 2020.
У септембру 2021. Норис је најавио да покреће свој картинг тим, ЛН рејсинг карт. Најављено је да ће ОТК Карт груп производити картинг, док ће Рики Флин моторспорт – који је помогао Норису да „постигне добре ствари и помогао ми да научим толико о тркама“ – водити операцију. Норис се нада да ће помоћи следећој генерацији возача у овом пројекту.

## Тркачки рекорд

### Резиме тркачке каријере
| Сезона | Такмичење                          | Тим                      | Трке                | Победа              | Пол позиција        | Н/круг              | Подијуми            | Поени               | Позиција            |
| ------ | ---------------------------------- | ------------------------ | ------------------- | ------------------- | ------------------- | ------------------- | ------------------- | ------------------- | ------------------- |
| 2014   | Џинет јуниор шампионат             | HHC Motorsport           | 20                  | 4                   | 8                   | 2                   | 11                  | 432                 | 3.                  |
| 2015   | МСА Формула шампионат              | Карлин                   | 30                  | 8                   | 10                  | 9                   | 15                  | 413                 | 1.                  |
| 2015   | АДАЦ Формула 4 шампионат           | Муке мотоспорт           | 8                   | 1                   | 0                   | 3                   | 6                   | 131                 | 8.                  |
| 2015   | Италија Формула 4 шампионат        | Муке мотоспорт           | 9                   | 0                   | 0                   | 3                   | 1                   | 51                  | 11.                 |
| 2015   | БРДЦ Формула 4 Аутум трофеј        | ХХС мотоспорт            | 4                   | 2                   | 1                   | 1                   | 4                   | 128                 | 5.                  |
| 2016   | Еврокуп Формула Рено 2.0           | Џозефом Кауфманн рејсинг | 15                  | 5                   | 6                   | 4                   | 12                  | 253                 | 1.                  |
| 2016   | Формула Рено 2.0 НЕЦ               | Џозефом Кауфманн рејсинг | 15                  | 6                   | 10                  | 4                   | 11                  | 316                 | 1.                  |
| 2016   | Тојота рејсинг серија              | М2 Компетишн             | 15                  | 6                   | 8                   | 5                   | 11                  | 924                 | 1.                  |
| 2016   | БРДЦ Британија Формула 3 шампионат | Карлин                   | 11                  | 4                   | 4                   | 3                   | 8                   | 247                 | 8.                  |
| 2016   | Формула 3 европски шампионат       | Карлин                   | 3                   | 0                   | 0                   | 0                   | 0                   | 0                   | НБ†                 |
| 2016   | Велика награда Макаа               | Карлин                   | 1                   | 0                   | 0                   | 0                   | 0                   | N/У                 | 11.                 |
| 2017   | Формула 3 европски шампионат       | Карлин                   | 30                  | 9                   | 8                   | 8                   | 20                  | 441                 | 1.                  |
| 2017   | Велика награда Макаа               | Карлин                   | 1                   | 0                   | 0                   | 0                   | 1                   | N/У                 | 2.                  |
| 2017   | Формула 2                          | Кампос рејсинг           | 2                   | 0                   | 0                   | 0                   | 0                   | 0                   | 25.                 |
| 2018   | Формула 2                          | Карлин                   | 24                  | 1                   | 1                   | 1                   | 9                   | 219                 | 2.                  |
| 2018   | ВетерТех спортскар шампионат       | Јунајтед аутоспортс      | 1                   | 0                   | 0                   | 0                   | 0                   | 18                  | 58.                 |
| 2018   | Формула 1                          | Макларен                 | Тест/Резервни возач | Тест/Резервни возач | Тест/Резервни возач | Тест/Резервни возач | Тест/Резервни возач | Тест/Резервни возач | Тест/Резервни возач |
| 2019   | Формула 1                          | Макларен                 | 21                  | 0                   | 0                   | 0                   | 0                   | 49                  | 11.                 |
| 2020   | Формула 1                          | Макларен                 | 17                  | 0                   | 0                   | 2                   | 1                   | 97                  | 9.                  |
| 2021   | Формула 1                          | Макларен                 | 22                  | 0                   | 1                   | 1                   | 4                   | 160                 | 6.                  |
| 2022   | Формула 1                          | Макларен                 | 17                  | 0                   | 0                   | 1                   | 1                   | 100*                | 7.*                 |

† Норис је био гостујући возач и није имао право на бодове.
* Сезона је још у току.
* Сезона је још у току.

### Комплетни резултати Формуле 1
(Трке подебљаним означавају пол позицију; трке укривим означавају најбржи круг)
| Сезона | Тим      | Шасија | Мотор            | 1   | 2   | 3    | 4   | 5   | 6   | 7   | 8   | 9   | 10  | 11  | 12   | 13  | 14  | 15  | 16  | 17  | 18  | 19  | 20  | 21  | 22  | Поени | Вш  |
| ------ | -------- | ------ | ---------------- | --- | --- | ---- | --- | --- | --- | --- | --- | --- | --- | --- | ---- | --- | --- | --- | --- | --- | --- | --- | --- | --- | --- | ----- | --- |
| 2019   | Макларен | MCL34  | Рено Е-Тech 19   | АУС | БХР | КИН  | АЗЕ | ШПА | МОН | КАН | ФРА | АУТ | ВБР | НЕМ | МАЂ  | БЕЛ | ИТА | СИН | РУС | ЈПН | МЕК | САД | БРА | АБУ |     | 49    | 11  |
| 2019   | Макларен | MCL34  | Рено Е-Тech 19   | 12. | 6.  | 18.† | 8.  | Оду | 11. | Оду | 9.  | 6.  | 11. | Оду | 9.   | 11† | 10. | 7.  | 8.  | 11. | Оду | 7.  | 8.  | 8.  |     | 49    | 11  |
| 2020   | Макларен | MCL35  | Рено Е-Тech 20   | АУТ | ШТА | МАЂ  | ВБР | СЕД | ШПА | БЕЛ | ИТА | ТОС | РУС | АЈФ | ПОР  | ЕМИ | ТУР | БАХ | САК | АБУ |     |     |     |     |     | 97    | 9   |
| 2020   | Макларен | MCL35  | Рено Е-Тech 20   | 3.  | 5.  | 13.  | 5.  | 9.  | 10. | 7.  | 4.  | 6.  | 15. | Оду | 13.  | 8.  | 8.  | 4.  | 10. | 5.  |     |     |     |     |     | 97    | 9   |
| 2021   | Макларен | MCL35M | Мерцедес АМГ M12 | БАХ | ЕМИ | ПОР  | ШПА | МОН | АЗЕ | ФРА | ШТА | АУТ | ВБР | МАЂ | БЕЛ‡ | ХОЛ | ИТА | РУС | ТУР | САД | МЕК | БРА | КАТ | САУ | АБУ | 160   | 6.  |
| 2021   | Макларен | MCL35M | Мерцедес АМГ M12 | 4.  | 3.  | 5.   | 8.  | 3.  | 5.  | 5.  | 5.  | 3.  | 4.  | Оду | 14.  | 10. | 2.  | 7.  | 7.  | 8.  | 10. | 10. | 9.  | 10. | 7.  | 160   | 6.  |
| 2022   | Макларен | MCL36  | Мерцедес АМГ M13 | БАХ | САУ | АУС  | ЕМИ | МАЈ | ШПА | МОН | АЗЕ | КАН | ВБР | АУТ | ФРА  | МАЂ | БЕЛ | ХОЛ | ИТА | СИН | ЈАП | САД | МЕК | БРА | АБУ | 100*  | 7.* |
| 2022   | Макларен | MCL36  | Мерцедес АМГ M13 | 15. | 7.  | 5.   | 3.  | Оду | 8.  | 6.  | 9.  | 15. | 6.  | 7.  | 7.   | 7.  | 12. | 7.  | 7.  | 4.  |     |     |     |     |     | 100*  | 7.* |

† Није завршио, али је класификован јер је прешао више од 90% тркачке удаљености.
* Сезона у току.